# Stoffige bundelzwam
De stoffige bundelzwam (Pholiota conissans) is een schimmel uit de familie Strophariaceae. Hij leeft saprotroof, of mogelijk zwak parasitair, op dood loofhout, vooral wilg (Salix) maar kennelijk ook op de grond, begraven houtresten en op wortels van grasachtigen, zoals riet (Phragmites) op moerassige plaatsen.

## Kenmerken
Hoed
De hoed heeft een diameter van 1,5 tot 4 cm. De vorm is aanvankelijk convex, daarna plat, soms met een concaaf in het midden. De kleur is oker tot bruin in het midden, lichter aan de rand - lichtbruin of lichtbruin. De hoedrand is bedekt met witachtige en vezelige resten, die ook op het oppervlak van de hoed te vinden zijn.
Lamellen
Het aantal lamellen is 25 tot 60, met tussenlamellen (l = 1-4). De lammelen zijn aanhangend of licht aflopend, middelmatig dicht. De kleur crèmegrijs als ze jong zijn, daarna roodbruin. De lamelsnede is zeer fijn gekarteld.
Steel
De steel heeft een lengte van 1,5 tot 8 cm en een dikte van 2 tot 4 mm. De vorm is cilindrisch. Hij is iets breder of taps toelopend naar de basis, recht of gebogen. De steel is aanvankelijk vol, daarna leeg. Bij jonge vruchtlichamen witachtig tot lichtgeel, bij oudere roodbruin.

## Verspreiding
De stoffige bundelzwam komt voor in sommige Europese landen, Nieuw-Zeeland en Azië. In Nederland komt de soort algemeen voor. Hij staat is niet bedreigd .